# هيك تجوزنا (مسلسل)
هيك تجوزنا مسلسل سوري درامي إخراج عمار رضوان ويشارك فيه عدد من النجوم منهم جومانا مراد شكران مرتجى ديمة الجندي أيمن رضاو وائل رمضان وسلاف فواخرجي وصباح الجزائري ومكسيم خليل وسوسن أرشيد ونسرين الحكيم وغيرهم من الفنانين السوريون. عرض في شهر رمضان عام 2008 على عدد من القنوات التلفزيونية
تاليف:
مازن طه

## نبذة
يعرض المسلسل في كل حلقة قصة مختلفة وشخصيات مختلفة، وجميع الحلقات تتحدث عن قصص زواج ناجحة أو فاشلة.